# ریچارد لوگر
ریچارد لوگر (به انگلیسی: Richard Lugar) (زاده ۴ آوریل ۱۹۳۲ – درگذشته ۲۸ آوریل ۲۰۱۹) سناتور سابق عضو حزب جمهوری‌خواه ایالات متحده آمریکا بود. وی در سال ۱۹۷۷ تا ۲۰۱۳ میلادی سناتور ایالت ایندیانا در سنای ایالات متحده آمریکا بود.